# Zelotes medianus
Zelotes medianus är en spindelart som beskrevs av Denis 1935. Zelotes medianus ingår i släktet Zelotes och familjen plattbuksspindlar.
Artens utbredningsområde är Frankrike. Inga underarter finns listade i Catalogue of Life.